# Blogiascospora marginata
Blogiascospora marginata är en svampart som först beskrevs av Karl Wilhelm Gottlieb Leopold Fuckel, och fick sitt nu gällande namn av Shoemaker, E. Müll. & Morgan-Jones 1966. Blogiascospora marginata ingår i släktet Blogiascospora och familjen Amphisphaeriaceae.   Inga underarter finns listade i Catalogue of Life.